# Пе де Валса
Анто́нио Машадо де Оливейра (порт.-браз. Antônio Machado de Oliveira; 1 декабря 1924, Рио-де-Жанейро — 5 сентября 1998, Рио-де-Жанейро), более известный под именем Пе́ де Валса (порт.-браз. Pé de Valsa) — бразильский футболист, полузащитник и защитник.

## Карьера
Пе де Валса начал играть в команде «Унидос да Короа», представлявшего район Рамус, откуда перешёл в «Бонсусессо». Он участвовал в первом для клуба чемпионате штата в 1943 году. Там же он получил своё игровое прозвище — «Вальс Ногой» за элегантный и действенный дриблинг. В начале 1945 года Машадо перешёл во «Флуминенсе». Он дебютировал в составе команды 11 апреля в матче с «Фламенго», в котором его команда победила со счётом 4:0. В 1946 году Пе де Валса с клубом выиграл титул чемпиона штата. Два года спустя он отпраздновал победу в Муниципальном турнире в Рио-де-Жанейро, а ещё через три года выиграл свой второй титул сильнейшей команды Рио-де-Жанейро. Последнюю встречу в составе «Флуминенсе» Пе де Валса сыграл 9 сентября 1951 года в матче с «Васко да Гамой» (2:4), а всего за клуб провёл 230 игр и забил 7 голов.
В конце 1951 года Пе де Валса перешёл в «Сан-Паулу», где дебютировал 21 октября. В том же году клуб возглавил Висенте Феола. Главный тренер был недоволен игровой манерой Пе де Валсы: тот часто передерживал мяч, используя свой дриблинг для продвижения мяча. Позже полузащитник смог вписаться в игровую концепцию Феолы, однако этому была своя цена — за каждый неудачный финт он получал денежный штраф. В дополнение к этому Пе де Валса был переведён в оборону, став игроком, с которого начинается атака команды. В 1953 году клуб выиграл титул чемпиона штата, Кубок чемпионов штата Рио-Сан-Паулу, а затем и Малый Кубок мира. Пе де Валса играл за «Сан-Паулу» до 1956 года, проведя 237 матчей и забив 10 голов. Последний матч за клуб стала встреча, проведённая 10 июня. Завершил карьеру полузащитник в «Паулисте» в 1958 году.

## Достижения
- Чемпион штата Рио-де-Жанейро: 1946, 1951
- Победитель Муниципального турнир по футболу в Рио-де-Жанейро: 1948
- Чемпион штата Сан-Паулу: 1953
- Обладатель Малого Кубка мира: 1955